# Sylvain Fauré
Sylvain Fauré (3 de novembro de 1978) é um nadador monegasco. Participou dos Jogos Olímpicos de Verão de 2000 e não ganhou medalhas.